# Aposimz – Land der Puppen
Aposimz – Land der Puppen (jap. 人形の国, Ningyō no Kuni) ist ein Mangaserie von Tsutomu Nihei, die seit 2017 in Japan erscheint. Das Werk ist in die Genres Shōnen und Science-Fiction einzuordnen.

## Inhalt
Im Inneren des künstlichen Planeten Aposimz lebten einst Menschen, doch verloren sie in einem Krieg das Recht dort zu leben und müssen nun auf der kalten Oberfläche überleben. Neben der feindlichen Umwelt gibt es dort auch eine Krankheit, die Menschen in aggressive, „Puppen“ genannte Cyborgs verwandelt. Hier sammelt eine Gruppe unter der Leitung von Esrō Früchte für ihre kleine Gemeinschaft. Noch während die eine große Menge erkrankter Menschen bemerken, sehen sie wie Luftgleiter des Reiches Ribedoa ein Mädchen verfolgen. Sie helfen dem Mädchen und töten die Soldaten, um nicht von Ribedoa angegriffen zu werden. Vom Mädchen erhalten sie einen Gegenstand, der angeblich die Welt zerstören kann, wenn er Ribedoa in die Hände fällt. Als das Dorf plötzlich von Puppen angegriffen wird, kann nur Esrō entkommen.
Bei dem Gegenstand des Mädchens handelt es sich um den Automaton Titania. Dieser kann Esrō in eine „Normpuppe“ verwandeln – eine besonders starke Puppe, der ihre Menschlichkeit erhalten bleibt. Die Gemeinschaft erfährt, dass Ribedoa mit Titania den Kern von Aposimz zurückerobern und den Planeten beherrschen will. Um sein Dorf zu rächen und Ribedoa aufzuhalten, begibt sich Esrō auf eine Reise über Aposimz, um gegen andere Puppen und das übermächtige Reich zu kämpfen.

## Veröffentlichung
Der Manga erschien in Japan von Februar 2017 bis August 2021 im Magazin Gekkan Shōnen Sirius beim Verlag Kodansha. Die Kapitel wurden auch in bisher neun Sammelbänden veröffentlicht. Diese verkauften sich jeweils über 50.000 mal in den ersten beiden Wochen nach Veröffentlichung.
Eine deutsche Übersetzung erschien von April 2018 bis Januar 2023 in einer Softcover-Version bei Manga Cult. Vertical bringt eine englische Übersetzung heraus, die online auch bei Crunchyroll erscheint. Eine französische Fassung erscheint bei Glénat, eine italienische bei Planet Manga. 